# Der geteilte Himmel
Der geteilte Himmel ("Il cielo diviso") è un film del 1964 diretto da Konrad Wolf basato sul romanzo/racconto di Christa Wolf, la quale collaborò attivamente alla realizzazione della pellicola. A differenza del libro, il film non fu tradotto in italiano. Il titolo Il cielo diviso allude alla divisione psicologica che viene a frapporsi tra i due protagonisti e alla costruzione del Muro di Berlino, eretto tre anni prima.

## Trama
Narra la vicenda dell'eroina socialista Rita, che vive nella DDR insieme al partner Manfred il quale, dopo una grave ingiustizia sul lavoro, lascia il paese per fuggire in Germania Ovest, stanco della corruzione e della partitocrazia socialista. Andata a trovarlo in Occidente, la protagonista comunica a Manfred di sentirsi estranea al mondo capitalista e decide di ritornarsene in Germania Orientale. Poco dopo la divisione della coppia, viene costruito il muro di Berlino.

## Cast
- Renate Blume nel ruolo di Rita Seidel
- Eberhard Esche nel ruolo di Manfred Herrfurth
- Hans Hardt-Hardtloff nel ruolo di Meternagel
- Hilmar Thate nel ruolo di Ernst Wendland
- Martin Flörchinger nel ruolo di Herrfurth
- Erika Pelikowsky nel ruolo di Mrs. Herrfurth
- Günther Grabbert nel ruolo di Ernst Schwarzenbach
- Horst Jonischkan nel ruolo di Martin Jung
- Petra Kelling nel ruolo di Sigrid
- Jürgen Kern nel ruolo di Hänschen
- Horst Weinheimer nel ruolo di Ermisch
- Hans-Joachim Hanisch nel ruolo di Kuhl
- Frank Michelis nel ruolo di Karßuweit
- Paul Berndt nel ruolo di Melcherr
- Werner Eberlein nel ruolo di Yuri Gagarin, solo voce

## Critica
A causa di alcuni aspetti critici, il film venne ben presto preso di mira dalla censura della DDR; il suo oscuramento fu decretato e sospeso a fasi alterne. Comunque, in seguito alla sua distribuzione, il regista e la scrittrice avrebbero incontrato regolarmente difficoltà praticamente insuperabili e fu loro impossibile portare nuovamente a frutto progetti comuni. A dispetto di tutto ciò, le qualità artistiche del film erano state riconosciute dalla stampa del regime.
Secondo il Verbund Deutscher Kinematheken, Der geteilte Himmel sarebbe uno dei cento più importanti film tedeschi di tutti i tempi. Venne anche riproposto alla Berlinale del 1991.